# 心の想い出
「心の想い出」（原題： For the Good Times）は、クリス・クリストファーソンの作詞作曲による楽曲。カントリー歌手のレイ・プライスがカバーし大ヒットとなった。

## 概要
1968年、ビル・ナッシュがシングルとして発表。これがオリジナル・バージョンとされる。1970年5月、レイ・プライスがカバー。ビルボードのカントリー・チャートで1位を記録し、イージーリスニング・チャートで9位を記録した。1971年1月2日付のビルボード・Hot 100で11位を記録した。カナダのカントリー・チャートで1位を記録。
クリス・クリストファーソン自身のバージョンは、1970年発表のデビュー・アルバム『Kristofferson』に収録された。

## その他のバージョン
|        | アーティスト名                                           | レコード                                                                                  |
| ------ | -------------------------------------------------------- | ----------------------------------------------------------------------------------------- |
| 1970年 | ロレッタ・リン                                           | 『Coal Miner's Daughter』                                                                 |
| 1970年 | リン・アンダーソン                                       | 『Rose Garden』                                                                           |
| 1970年 | ジーン・シェパード                                       | 『Here & Now』                                                                            |
| 1971年 | ディーン・マーティン                                     | 『For the Good Times』                                                                    |
| 1971年 | ケニー・ロジャース・アンド・ザ・ファースト・エディション | 『Transition』                                                                            |
| 1971年 | ハンク・スノウ                                           | 『Award Winners』                                                                         |
| 1971年 | ジェリー・リー・ルイス                                   | 『Would You Take Another Chance on Me?』                                                  |
| 1971年 | アイザック・ヘイズ                                       | 『Black Moses』                                                                           |
| 1971年 | エンゲルベルト・フンパーディンク                         | 『Sweetheart』                                                                            |
| 1972年 | エルヴィス・プレスリー                                   | 1972年6月10日ライブ録音。 『エルヴィス・イン・ニューヨーク』収録。                        |
| 1972年 | アル・グリーン                                           | 『I'm Still in Love with You』                                                            |
| 1973年 | ペリー・コモ                                             | シングル。全英シングルチャートで7位を記録。                                               |
| 1975年 | テネシー・アーニー・フォード&グレン・キャンベル          | 『Ernie Sings & Glen Picks』                                                              |
| 1977年 | ブレンダ・リー                                           | 『Just for You - Something Nice』                                                         |
| 1977年 | ヴェラ・リン                                             | 『Vera Lynn in Nashville』                                                                |
| 1978年 | キャロル・ベイカー                                       | 『20 Country Classics』                                                                   |
| 1978年 | アーマ・トーマス                                         | 『Soul Queen of New Orleans』                                                             |
| 1980年 | フランク・シナトラ                                       | 『Trilogy: Past Present Future』                                                          |
| 1983年 | 加山雄三                                                 | 『FOR THE GOOD TIMES』                                                                    |
| 1995年 | アーロン・ネヴィル                                       | 『The Tattooed Heart』                                                                    |
| 1995年 | エルヴィス・プレスリー                                   | 1972年3月27日スタジオ録音。 『Walk a Mile in My Shoes: The Essential '70s Masters』収録。 |
| 1995年 | ポール・アンカ                                           | 『After All』                                                                             |
| 1996年 | ドリー・パートン                                         | 『Treasures』                                                                             |
| 1996年 | リタ・クーリッジ                                         | 『Out of the Blues』                                                                      |
| 2002年 | アン・マレー                                             | 『Country Croonin'』                                                                      |
| 2010年 | ジョニー・キャッシュ                                     | 『American VI: Ain't No Grave』                                                           |